# 康家寨墓地
康家寨墓地，位于中国青海省大通回族土族自治县后子河乡康家村，为青海省市县级文物保护单位，公布日期为1987年7月23日，类型为古墓葬。
康家寨墓地的历史年代为青铜时代。